# 石門發電廠石門電廠
石門電廠為一座位在台灣桃園市龍潭區的水力發電廠，主管機關為經濟部水利署北區水資源局，目前則委託由台灣電力公司營運。。

## 沿革
石門電廠於1954年7月開工、1964年竣立。石門電廠與義興電廠原由經濟部水利署委託台灣電力公司代營運，並合併稱為石門發電廠。2002年改由台電公司正式承攬營運，所產生的電力由台電公司統集調度供售。
2004年，艾利颱風侵襲台灣，造成石門水庫淤積約2,788萬立方公尺，隔年海棠颱風、馬莎颱風及泰利颱風亦分別帶來大量泥砂，嚴重影響石門水庫供水及發電功能，使得石門電廠必須暫停發電，經濟部水利署為能有效解決颱風期間水庫泥砂淤積問題及維持庫容，因此隨即展開辦理石門電廠防淤工程計畫。
此計畫將分成二期工程，而「電廠防淤第一期工程」中，是將原石門電廠之二號機壓力鋼管改建為排砂鋼管，使水量由原68.6秒立方公尺增加為300秒立方公尺的排砂水量，有效減少水庫淤積，延長水庫壽命。
第二期改善工程則是在2012年（民國101年）12月開始辦理，該工程則以恢復石門電廠發電機組既有發電功能為目標，並將原電廠一號機組壓力鋼管切除後增設分歧管，使一、二號機組都能夠恢復發電功能，二部機組也改成互為備援的狀態，來增加石門電廠運轉可靠度及使用率。
2015年8月13日，停機11年後，石門電廠之改善工程正式完工，水利署也在石門水庫旁舉行「石門電廠防淤二期工程通水及恢復發電」儀式，石門電廠重新投入商轉後，預估一年將帶進1.3億元收入。
2016年12月30日，石門電廠開始進行主閥之安裝作業。石門電廠於當初建廠時，由於在壓力鋼管與水輪機蝸殼之間並未安裝主閥，加上自「石門電廠防淤二期工程」後，一號機的壓力鋼管被兩部機組共用，使得當一部機組將進行歲修或檢修時，另一部機組便無法進行發電。因此早於2015年開始辦理發電鋼管增設複葉閥（主閥）工程，並於2016年12月30日時，主閥設備運送到電廠內開始安裝，預計將在2017年2月完工啟用，期間發電廠將暫時停止發電。

## 設施

### 機組
| 名稱   | 發電機型號                     | 水輪機型號                         | 機組數量 | 發電方式 | 有效落差（公尺） | 單一機組用水量（CMS） | 容量（MW） | 位置         | 商轉日期  | 狀態   |
| ------ | ------------------------------ | ---------------------------------- | -------- | -------- | ---------------- | --------------------- | ---------- | ------------ | --------- | ------ |
| 一號機 | 日本三菱電機製交流式同步發電機 | 日本三菱重工製豎軸法蘭西斯式水輪機 | 1        | 水庫式   | 84               | 63.1CMS               | 45MW       | 桃園市復興區 | 1964年1月 | 商轉中 |
| 二號機 | 日本三菱電機製交流式同步發電機 | 日本三菱重工製豎軸法蘭西斯式水輪機 | 1        | 水庫式   | 84               | 63.1CMS               | 45MW       | 桃園市復興區 | 1964年5月 | 商轉中 |

### 管理
- 發電廠名稱：臺灣電力公司石門發電廠石門電廠[2]
- 管理單位：臺灣電力公司石門發電廠
- 廠內編制：56人（如加上新桃供電區處線路維護石門班4人共60人）

### 設施
- 廠房類型：半地下式
- 取水來源：大漢溪（石門水庫大壩）
- 壓力鋼管：一條，直徑4.57公尺，長318.8公尺（原為兩條，目前二號機之壓力鋼管已改為排砂道）[2]

## 圖集

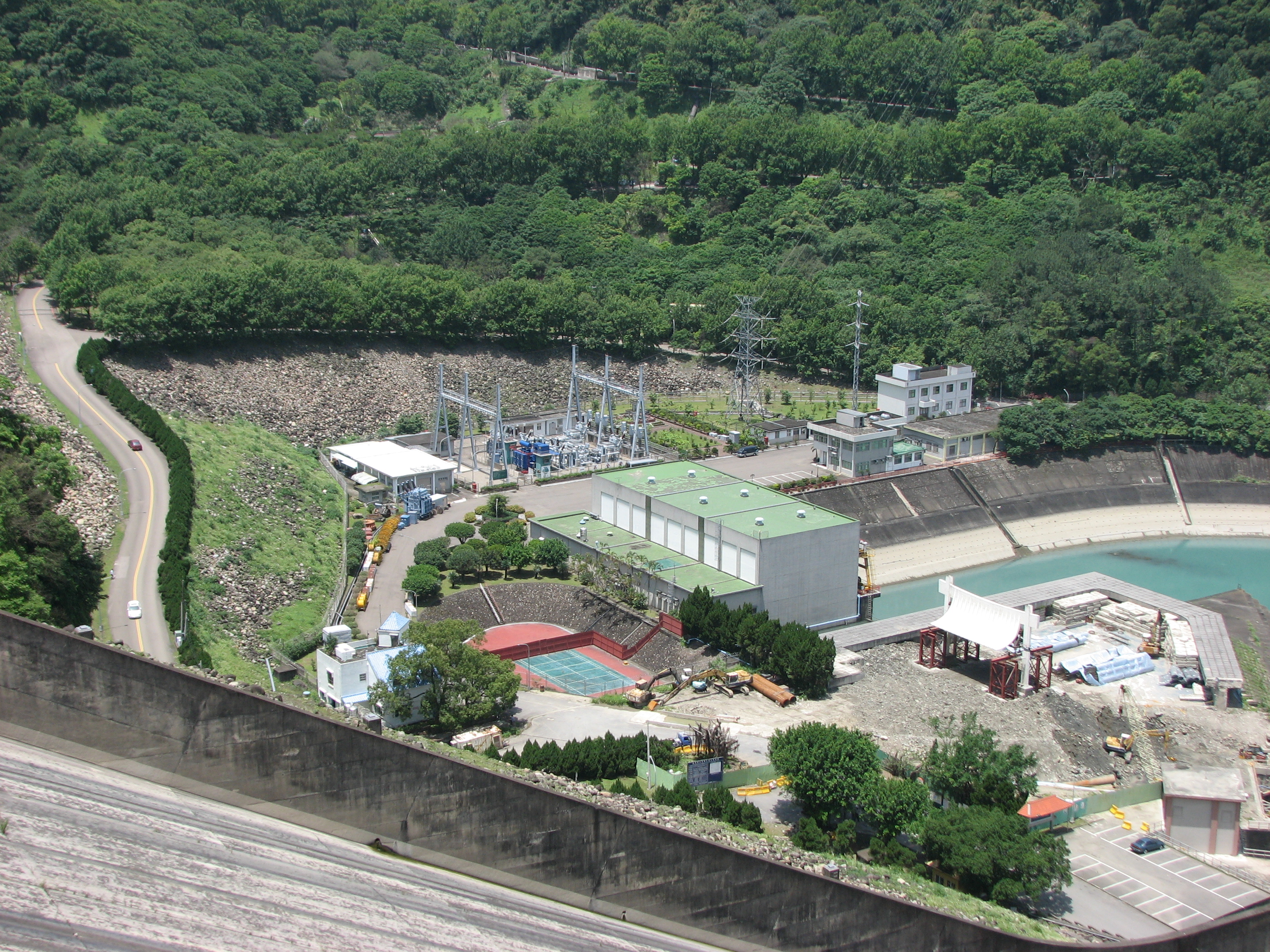
自石門水庫大壩上拍攝的石門發電廠
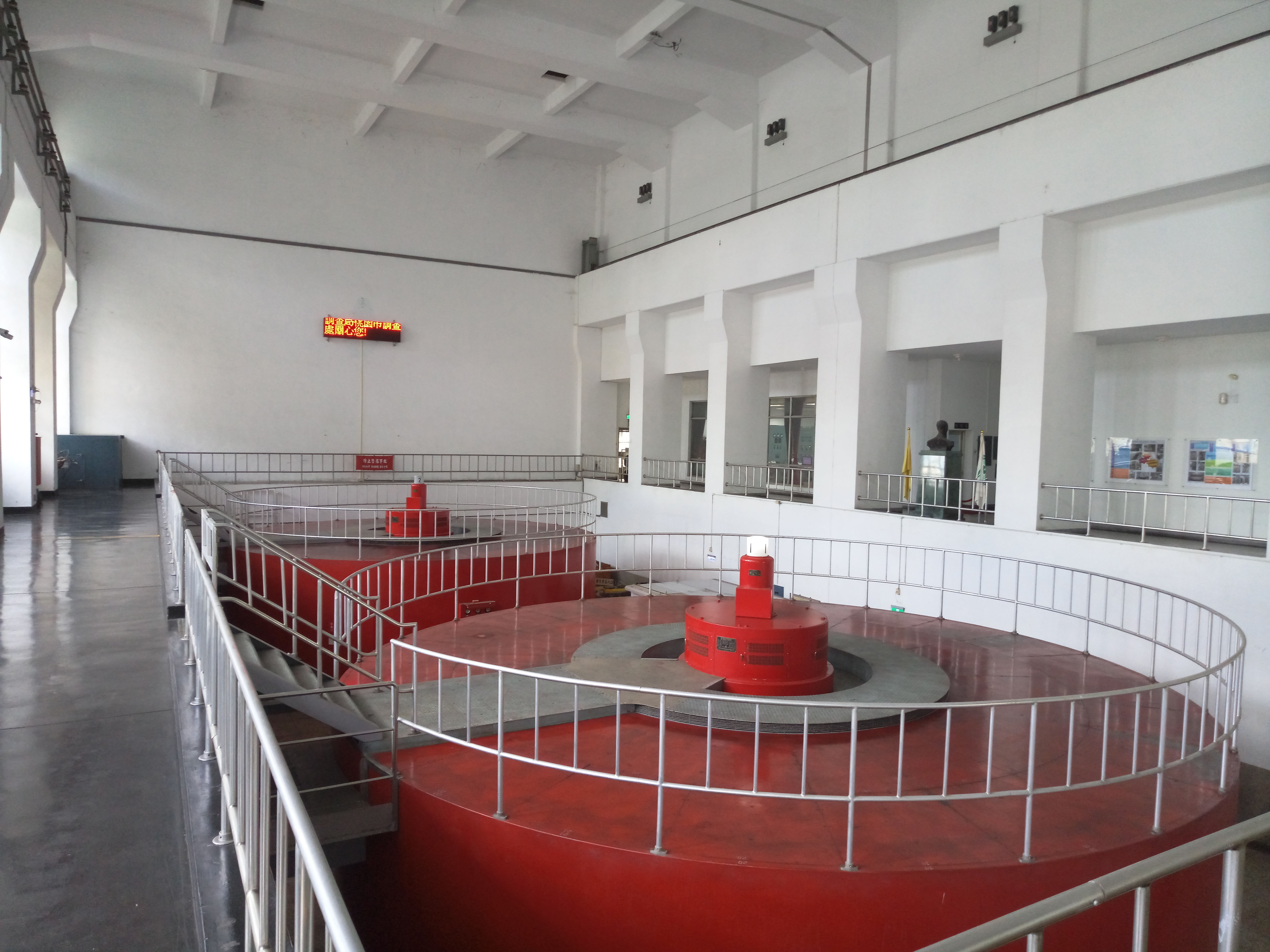
石門發電廠廠房內的兩部發電機組

## 資料來源
1. ↑  . 行政院公共工程委員會.   [2013-06-21]. （原始内容存档于2014-01-10） （中文（臺灣））.
2. 1 2 3 4 5 6  朱瑞墉.  (PDF). 源雜誌. 2007年8月  [2015-08-25]. （原始内容存档 (PDF)于2015-12-11） （中文（臺灣））.
3. ↑   (PDF). 台灣電力公司.   [2015-08-29]. （原始内容 (PDF)存档于2016年3月20日） （中文（臺灣））.
4. 1 2 3  王國樑. . 北區水資源局. 2015-08-13  [2015-12-10]. （原始内容存档于2015-10-04） （中文（臺灣））.
5. ↑  龍益雲. . 中時電子報. 2015-08-14  [2015-12-10]. （原始内容存档于2016-01-24） （中文（臺灣））.
6. 1 2 3  徐乃義. . 大紀元. 2016-12-30  [2017-01-11]. （原始内容存档于2017-01-13） （中文（臺灣））.
7. ↑  . 石門水庫全球資訊網.   [2015-08-25]. （原始内容存档于2016-03-04） （中文（臺灣））.